# Juan de Haro y Sanvítores
Juan de Haro y Sanvítores (Medina del Campo, 3 de febrer de 1565 - San Juan, 26 de febrer de 1632) fou un militar espanyol, governador de la província de Nova Andalusia i Paria i de la Capitania General de Puerto Rico.
Fill de Juan de Haro y Loarte i Inés de Sanvítores y de la Peña, el seu avi patern, Sebastián, fou gentilhome de l'emperador Carles V i el seu acemilero mayor. Juan es va traslladar molt jove a les Índies i es va establir a la ciutat de Cumaná, on va arribar al rang de capità. Va ser nomenat cavaller de l'Ordre de Santiago.
Va ser capità general i governador de la província de Nova Andalusia i Paria des del 6 de setembre de 1614 fins al 28 de juliol de 1619. Com a militar va exercir la professió a Flandes. Per mitjà del seu tinent Lucas Fajardo, va fundar la ciutadella de San Cristóbal de Cumanagotos i va ser cap del Terç de Galeones. El 29 d'agost de 1625, va ser designat governador de Puerto Rico, on, als pocs dies de prendre el càrrec, va lluitar contra la invasió dels holandesos a l'illa en la Defensa de San Juan. Va vestir l'hàbit de cavaller de l'Ordre de Santiago, l'11 d'octubre de 1627. Va ser un dels primers pobladors de Cumaná. Va morir a Puerto Rico el 26 de febrer de 1632.